# Перру, Франсуа
Франсуа Перру (фр. François Perroux; 19 декабря 1903, Сен-Ромен-ан-Галь, Франция — 2 июня 1987, Стен, Франция) — французский экономист, автор теории полюсов роста.

## Биография
Родился в 1903 году в католической семье торговцев. Среднее образование получил в Лионе.
В 1924 году окончил аспирантуру филологических наук и получил диплом филолога, в 1928 году защитил докторскую диссертацию по исследованию проблемы прибыли, начав преподавать в Лионском университете с должности агреже юридического факультета, в 1928—1937 годах продолжил в звании профессора кафедры политэкономии.
Поддерживал интеллектуальные и дружеские отношения с философами Жаном Лакруа и основателем персонализма Эммануэлем Мунье, сотрудничал в журнале «Esprit», который издавал Мунье.
В 1934—1937 годах стажировался в Австрии и Германии, получив стипендию Рокфеллера. После возвращения во Францию был в 1937—1955 годах профессором кафедры политэкономии в Парижском университете.
После начала Второй мировой войны служил лейтенантом в армии, демобилизован после поражения Франции в 1940 году.
В 1946—1952 годах профессор в Институте политических исследований, в 1955—1976 годах профессор на кафедре анализа социально-экономических факторов в Коллеж де Франс.
В январе 1944 года основал Институт прикладной математики и экономики и стал его президентом.
С 1946 года член международного статистического института.
В 1960—1969 годах работал в должности директора Института исследований экономического и социального развития при Парижском университете.
В 1960 году назначен членом социального и экономического Совета Франции.
В 1961 году основал Институт экономической науки в Дакаре.
В 1970 году совместно с Жаном Фурастье, заседая в комиссии по финансово-экономической терминологии, ввели термин «маркетинг».
Франсуа умер 2 июня 1987 года в Париже, и был похоронен на кладбище Сен-Ромен-де-Попе.

## Вклад в науку
Перру является автором теории полюсов роста — центр-периферийной парадигмы в экономике, которая отвергает традиционный тезис о равноправии участников рынка. Согласно Перру, все экономические агенты первоначально неравноправны и связаны друг с другом отношениями соподчинения, которые формируются по мере укрупнения компаний, внедрения некоторыми из них новых технологий и т. д. Те же отношения Перру распространял и на отдельные государства и территории.
Центры принятия решений и генерирования прибыли названы Перру «полюсами роста», которые в ходе своего развития оказывают благоприятный эффект на свою периферию (подчиненные фирмы и территории). Задачей госрегулирования экономики является не макроэкономическое стимулирование, а направленная политика на создание и поддержку полюсов роста и расширение зоны их влияния. Развитие связей доминирующей компании с более мелкими компаниями — процесс, возникающий в связи с рациональным поведением агентов, который может не распространяться на все отрасли и регионы. Лидирующие отрасли, которые создают новые товары и услуги, на своих ареалах (периферии) становятся полюсами притяжения факторов производства, поскольку обеспечивают наиболее эффективное их использование, что приводит к концентрации предприятий и формированию полюсов экономического роста.
В экономической географии Франсуа Перру считается одним из основоположников теорий регионального роста наряду с Торстеном Хагерстрандом и Джоном Фридманном. Теория центр-периферийных отношений в мировой экономике также разрабатывалась Иммануилом Валлерстайном.

## Награды
За свои достижения был неоднократно удостоен следующими наградами:
- командор Ордена Почётного легиона
- кавалер Большого креста ордена «За заслуги»
- крест войны 1939—1945[англ.]
- кавалер ордена греческой Республики
- великий офицер ордена Ацтекского
- офицер ордена Короны (Бельгия)
- кавалер ордена итальянской Республики
- кавалер ордена Св. Григория Великого
- великий офицер ордена Сенегала
- ассоциированный член Британской Академии. Иностранный член Академии Линчеи, Рим
- ассоциированным член королевской Академии Наук и литературы (Брюссель)
- иностранный член королевской Академии экономических наук (Барселона)
- почетный доктор университетов в Льеж, Франкфурт-на-Майне, Барселоне, Бухаресте, Сантьяго (Чили), Лиме (Перу), Corboda (Аргентина), Montevido (Уругвай), Сан-Паулу (Бразилия).